# タイムマシンの恋人
「タイムマシンの恋人」（タイムマシンのこいびと）は、2005年7月21日に発売された沢田美紀の2枚目のシングル。

## 収録曲
1. タイムマシンの恋人
作詞：荒木とよひさ / 作曲：鈴木邦彦 / 編曲：若草恵
2. 東京の夢
作詞：荒木とよひさ / 作曲：鈴木邦彦
3. 心の近くで
作詞：荒木とよひさ / 作曲：鈴木邦彦
4. タイムマシンの恋人（オリジナルカラオケ）
5. 東京の夢（オリジナルカラオケ）
6. 心の近くで（オリジナルカラオケ）